# Kagero (cacciatorpediniere)
Il Kagero (陽炎?, Kagerō, lett. "Nebbia luccicante dalla terra"/"Miraggio") è stato un cacciatorpediniere della Marina imperiale giapponese, seconda ed eponima unità della stessa classe. Fu varato nel settembre 1938 dall'arsenale della marina a Maizuru.
Inquadrato nella 18ª Divisione, nei primi mesi di ostilità contro gli Alleati rimase sempre di scorta alle portaerei del viceammiraglio Chūichi Nagumo, per poi essere assegnato allo schermo difensivo del convoglio per occupare l'atollo di Midway. Dopo un breve periodo passato nelle acque metropolitane fu riassegnato alla 15ª Divisione cacciatorpediniere, quindi fu inviato sul fronte del Pacifico sud-occidentale e partecipò a molti scontri correlati alla campagna di Guadalcanal; bombardò un paio di volte l'aeroporto Henderson e fu tra le unità con all'attivo un numero elevato di missioni del Tokyo Express. Subì danni leggeri sullo scorcio della campagna e non prese parte all'evacuazione delle truppe giapponesi nel febbraio 1943. Spesso di base a Rabaul e nelle isole Shortland per recare rinforzi e materiali a Kolombangara, il 7 maggio 1943 l'intera divisione fu messa fuori combattimento da mine proprio al ritorno da una missione di questo genere. Il Kagero, danneggiato anche da mitragliamenti aerei, affondò il giorno successivo nelle acque dell'isola di Rendova con, tuttavia, pochi morti tra l'equipaggio.

## Servizio operativo

### Costruzione
Il cacciatorpediniere Kagero fu ordinato nell'anno fiscale edito dal governo giapponese nel 1937. La sua chiglia fu impostata nel cantiere navale dell'arsenale della marina a Maizuru il 3 settembre 1937 e il varo avvenne il 27 settembre 1938; fu completato il 6 novembre 1939. La nave formò con il gemello Shiranui, il Kasumi e l'Arare (questi ultimi appartenenti alla precedente classe Asashio) la 18ª Divisione cacciatorpediniere, posta alle dipendenze della 2ª Squadriglia della 2ª Flotta.

### 1941-1942
Passato al comando del capitano di fregata Minoru Yokoi, il Kagero salpò da Saeki con il resto della divisione d'appartenenza il 18 novembre 1941 e arrivò il 22 alla baia di Hitokappu, sull'isola di Etorofu: qui si radunò la 1ª Flotta aerea del viceammiraglio Chūichi Nagumo per effettuare l'attacco di Pearl Harbor. Il Kagero e i gregari rimasero a protezione delle portaerei nel corso dell'andata, delle operazioni aeree e della traversata di ritorno, conclusasi il 24 dicembre a Kure dove il comando del Kagero passò al capitano di fregata Terumichi Arimoto, che sostituì il capitano Yokoi malato. L'8 gennaio 1942 il Kagero salpò con la divisione sempre per scortare le portaerei, questa volta dirette alla grande base di Truk in pieno oceano e raggiunta il 14; da qui la 1ª Flotta aerea al completo salpò il 20 e lanciò un attacco aereo su Rabaul in Nuova Britannia. Il giorno successivo il Kagero e altri cacciatorpediniere furono distaccati con le portaerei Shokaku e Zuikaku che colpirono obiettivi a Lae e Salamaua (21 gennaio) per poi dare copertura aerea allo sbarco a Rabaul e a Kavieng (23 gennaio). Il Kagero e la divisione rientrarono a Truk il 29 ma l'unità proseguì con la Shokaku fino a Yokosuka, toccata il 3 febbraio: il Kagero rimase nelle acque metropolitane per ulteriore addestramento e poi impegnato in pattugliamenti. Il 17 marzo, con l'Arare, partì con la Shokaku e la Zuikaku e le scortò sino alla baia Staring a Celebes, dove si fermarono il 24. Tre giorni più tardi la divisione, con tutto il resto della squadra, partì per la programmata incursione giapponese nell'Oceano Indiano. Nella prima metà di aprile i velivoli giapponesi colpirono duramente Ceylon, ma la Eastern Fleet britannica non si fece vedere in forze e quindi Nagumo tornò indietro. Il 23 aprile il Kagero si fermò a Kure, per ricevere riparazioni e manutenzione. Il 21 maggio, di nuovo in efficienza, l'unità partì con tutta la 2ª Squadriglia per portarsi a Saipan il 25 e prendere in carico un convoglio d'invasione per l'atollo di Midway, indicato come prossimo obiettivo dall'ammiraglio Isoroku Yamamoto: la battaglia a inizio giugno, però, fu uno scontro tra sole portaerei vinto dalla United States Navy e l'occupazione dell'atollo fu annullata. Il Kagero ebbe ordine di ripiegare a Truk con la 18ª Divisione, da dove partì il 17 giugno per scortare, con i gregari, la 7ª Divisione incrociatori (Kumano, Suzuya) e una petroliera sino a Kure (23 giugno). Due giorni dopo fu inviato d'urgenza al largo di Yokosuka per soccorrere una petroliera silurata, intervento che si concluse il 29 del mese.
Il 5 luglio gli altri tre componenti della 18ª Divisione caddero vittime di un sommergibile a Kiska, nelle remote isole Aleutine. Da Yokosuka salpò, il 9, un trasporto carico di personale tecnico per effettuare riparazioni ai cacciatorpediniere immobilizzati laggiù e il Kagero lo scortò per tutto il viaggio; rimase quindi a Kiska a difesa dei lavori e, poi, prese a rimorchio il Kasumi fino in Giappone, dove arrivò l'8 agosto. Intanto era stata notificata la riassegnazione alla 15ª Divisione cacciatorpediniere (già comprendente l'Oyashio, il Kuroshio, l'Hayashio) che era inquadrata sempre nella 2ª Squadriglia. L'11 agosto salpò da Yokosuka con l'incrociatore leggero Jintsu, nave ammiraglia della formazione, e le due unità arrivarono il 15 a Truk. Già il giorno successivo il Kagero trasportò truppe sulla contesa isola di Guadalcanal e, dal 19 al 23 agosto, pattugliò le acque nei dintorni alternandosi con il Kawakaze; bombardò anche due volte l'aeroporto Henderson, la seconda in assieme al Jintsu e ai cacciatorpediniere Mutsuki, Yayoi, Isokaze, Kawakaze. Con queste navi fece poi rotta a nord dell'isola e si unì la mattina del 25 alla scorta di un convoglio che recava rinforzi alla guarnigione giapponese. I trasporti furono però attaccati dall'aviazione statunitense, uno degli ultimi atti della battaglia delle Salomone Orientali, e anche il Jintsu rimase danneggiato: il Kagero recuperò il contrammiraglio Raizō Tanaka (comandante la squadriglia) e si fermò il 26 alle isole Shortland. Dopo aver vigilato sul posamine Tsugaru, uscito per trarre in salvo il danneggiato Shirakumo, completò entro il 5 settembre tre missioni del Tokyo Express; il 13 settembre bombardò di nuovo l'aeroporto con altre navi per sostenere l'offensiva Kawaguchi, quindi accompagnò l'incrociatore pesante Chokai a Rabaul. Il 21 recò truppe sull'isola ma, al ritorno, fu mitragliato da velivoli nemici e accusò allagamenti a prua: dovette spostarsi a Truk per riparazioni. Fu incaricato di regolari pattugliamenti a nord delle isole Salomone per il mese successivo e fu presente alla battaglia delle isole Santa Cruz (25-26 ottobre), inquadrato nella "Forza d'appoggio" del viceammiraglio Takeo Kurita. All'inizio di novembre scortò alle Shortland gli incrociatori pesanti Suzuya e Maya (pronti per cannoneggiare l'aeroporto di Guadalcanal) e il 7 completò una missione di trasporto truppe a dispetto della dura opposizione aerea. La settimana successiva salpò da Shortland con un numeroso convoglio e gli altri cacciatorpediniere della 2ª Squadriglia all'inizio della battaglia navale di Guadalcanal; con l'Oyashio fu aggregato alla porzione di 2ª Flotta che avrebbe dovuto bombardare di nuovo Henderson Field e, perciò, combatté nel secondo scontro notturno del 14-15 novembre. Rientrato indenne alle Shortland, accompagnò a Rabaul il Chokai e il 17 fece parte di una missione trasporto truppe a Buna, in Nuova Guinea orientale; pochi giorni dopo prestò soccorso al silurato Umikaze e, rientrato alle Shortland, fu aggregato a un'altra missione di rifornimento: essa sfociò nella battaglia di Tassafaronga (29-30 novembre), una vittoria giapponese. Sino all'11 dicembre portò a termine altre traversate del Tokyo Express, poi il 16 e il 21 recò truppe a Buna, venendo lievemente danneggiato nella prima occasione da un attacco aereo.

### 1943 e l'affondamento
Dal gennaio 1943 il Kagero riprese i rischiosi viaggi per rifornire le truppe giapponesi a Guadalcanal; tuttavia, il 9 fu dirottato per accompagnare un convoglio dalle Shortland fino alla base di Truk, dove i danni leggeri furono risolti: rimase comunque nella base sino al 17 gennaio. Successivamente seguì il resto della 2ª Flotta nei movimenti a nord delle isole Salomone, tesi ad attirare l'attenzione degli Stati Uniti e facilitare così la prevista evacuazione di Guadalcanal, che si concluse con successo il 7 febbraio. Il 16 lasciò Truk di scorta alla portaerei Junyo e si ancorò a Kure il 21, per un necessario raddobbo generale. Il 22 marzo, tornato in efficienza, partì con i cacciatorpediniere Hatsuzuki, Suzutsuki, Yugure e le portaerei Junyo e Hiyo alla volta di Truk, tornando a operare in prima linea e, in specie, per rifornire le basi nipponiche nelle Salomone centrali. Tra il 24 e il 29 aprile, ad esempio, trasferì truppe da Truk alla base di Vila sulla costa meridionale di Kolombangara, missione ripetuta con successo il 3 maggio. Gli intensi movimenti navali giapponesi erano contrastati dagli statunitensi con vari mezzi, compreso il minamento di tratti di mare tramite aerei o navi; in particolare ci si concentrò sulle acque attorno Kolombangara e lungo le coste meridionali di Bougainville, le più trafficate.
Il 7 maggio il Kagero e il resto della 15ª Divisione caricarono a Buin 300 soldati e alcune tonnellate di rifornimenti, quindi fece rotta per Vila: arrivati da est, i cacciatorpediniere scaricarono uomini e materiali nelle prime ore dell'8 maggio e ripartirono in direzione ovest, con l'intenzione di attraversare lo Stretto di Blackett per tornare alle Shortland. Incapparono però in uno dei campi minati, del quale erano ignari. L'Oyashio fu immobilizzato da un'esplosione e i comandanti del Kuroshio e del Kagero, pensando all'attacco di un sommergibile, iniziarono a circuitare intorno alla nave immobile; in capo a due ore entrambi urtarono mine e il Kuroshio sprofondò subito. I due cacciatorpediniere superstiti furono individuati dai Coastwatchers e attaccati in giornata dalla Cactus Air Force, subendo danni. Con numerose falle e senza energia, il Kagero andò alla deriva e, con diciotto morti a bordo, affondò la sera dell'8 maggio a nord-ovest dell'isola di Rendova (8°08′S 156°55′E). I giapponesi a Vila si prodigarono nei soccorsi e recuperarono un totale di 152 militari dell'Esercito imperiale e 618 marinai (compresi trentasei feriti del Kagero) con chiatte e navi ausiliarie; tuttavia le perdite umane relativamente lievi non compensarono l'annientamento di un'intera divisione cacciatorpediniere nell'arco di poche ore.
Il 20 giugno 1943 il Kagero e la 15ª Divisione furono depennati dai ruoli della Marina imperiale.